# Kamil Tolon

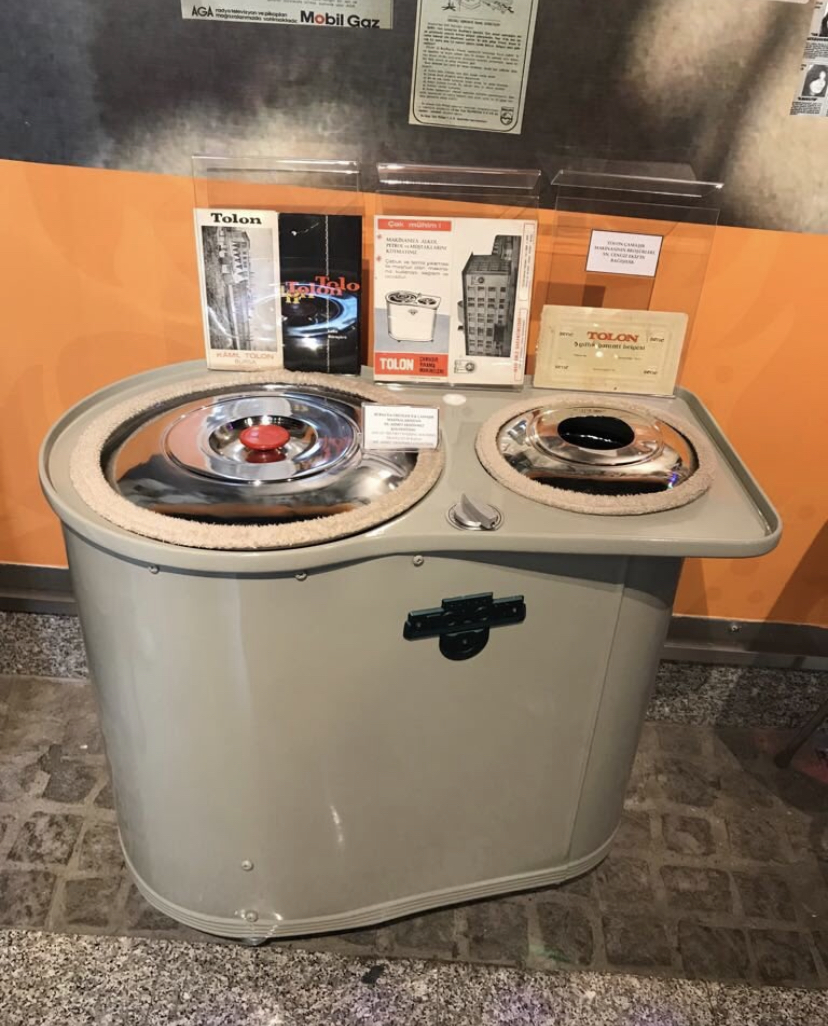
Machine à laver Tolon

Kamil Tolon (29 février 1912[réf. nécessaire] - 23 juillet 1978), est un homme d'affaires et industriel turc,,.

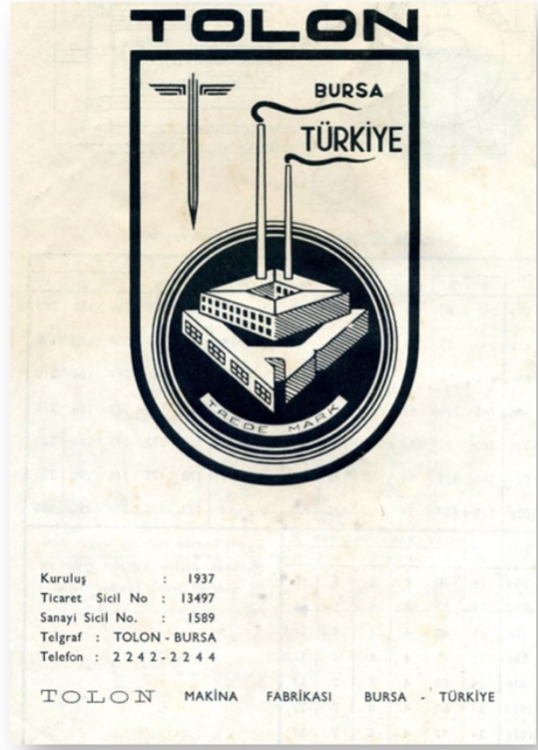
Tolon

## Carrière
Lorsqu'il a obtenu son diplôme universitaire en 1935, il a été nommé observateur des PTT. Après cela, avec Fahri Batıca, ils ont ouvert une boutique. Dans ce magasin, ils ont produit la première machine à laver en Turquie. De plus, il avait inventé une boîte à musique,,,.
Après cela, son camarade de classe Adnan Menderes a suggéré à Kamil Tolon de produire un moteur électrique. Plus tard, il a construit le premier moteur électrique en Turquie,.